# Ernest William Brown
Ernest William Brown (Kingston upon Hull, 29 de novembro de 1866 — New Haven, 22 de julho de 1938) foi um matemático e astrônomo britânico.
Ele passou a maior parte da sua carreira estudando o movimento da Lua e fazendo tabelas lunares extremamentes precisas.
Foi de 1915 a 1916 presidente da American Mathematical Society e de 1928 a 1931 presidente da American Astronomical Society. Em 1912 apresentou uma palestra plenário no Congresso Internacional de Matemáticos em Cambridge (Periodicities in the solar system).

## Prémios e honrarias
- 1907 - Medalha de Ouro da Royal Astronomical Society[2]
- 1907 - Prêmio Adams
- 1914 - Medalha Real[3]
- 1920 - Medalha Bruce[4]
- 1927 - Gibbs Lecture
- 1936 - Medalha James Craig Watson[5]
- O asteroide 1643 Brown e a cratera lunar Brown foram nomeados a partir dele.[1]